# Home Nations Championship 1935
Nach dem Ausschluss Frankreichs wurde das Rugby-Union-Turnier Five Nations (heute Six Nations) von 1932 bis 1939 als Home Nations Championship mit vier britischen Mannschaften weitergeführt. Das Turnier des Jahres 1935 fand vom 19. Januar bis zum 16. März statt. Turniersieger wurde Irland.

## Teilnehmer
| Land       | Stadion                        | Stadt             | Kapitän                          |
| ---------- | ------------------------------ | ----------------- | -------------------------------- |
| England    | Twickenham Stadium             | London            | Douglas Kendrew / Bernard Gadney |
| Irland     | Lansdowne Road                 | Dublin            | Jack Siggins                     |
| Schottland | Murrayfield Stadium            | Edinburgh         | Ken Fyfe / Wilson Shaw           |
| Wales      | Cardiff Arms Park / St Helen’s | Cardiff / Swansea | Claud Davey                      |

## Tabelle
|    | Land       | Spiele | Siege | Unent. | Ndlg. | Spiel- punkte | Diff. | Tabellen- punkte |
| -- | ---------- | ------ | ----- | ------ | ----- | ------------- | ----- | ---------------- |
| 1. | Irland     | 3      | 2     | 0      | 1     | 24:22         | + 2   | 4                |
| 2. | England    | 3      | 1     | 1      | 1     | 24:16         | + 8   | 3                |
| 2. | Wales      | 3      | 1     | 1      | 1     | 16:18         | − 2   | 3                |
| 4. | Schottland | 3      | 1     | 0      | 2     | 21:29         | − 8   | 2                |

## Ergebnisse
| 19. Januar 1935 | England               | 3 : 3   | Wales             | Twickenham Stadium, London Zuschauer: 72.000 Schiedsrichter: Frank Haslett (Irland) |
| 19. Januar 1935 | Straftritte: Boughton | Bericht | Versuche: Wooller | Twickenham Stadium, London Zuschauer: 72.000 Schiedsrichter: Frank Haslett (Irland) |

| 2. Februar 1935 | Wales                                      | 10 : 6        | Schottland          | Cardiff Arms Park, Cardiff Schiedsrichter: Frank Haslett (Irland) |
| 2. Februar 1935 | Versuche: Jones Wooller Dropgoals: Jenkins | (6:3) Bericht | Versuche: Shaw Thom | Cardiff Arms Park, Cardiff Schiedsrichter: Frank Haslett (Irland) |

| 9. Februar 1935 | England                                                        | 14 : 3        | Irland             | Twickenham Stadium, London Schiedsrichter: Malcolm Allan (Schottland) |
| 9. Februar 1935 | Versuche: Giles Erhöhungen: Boughton Straftritte: Boughton (3) | (5:0) Bericht | Versuche: O’Connor | Twickenham Stadium, London Schiedsrichter: Malcolm Allan (Schottland) |

| 23. Februar 1935 | Irland                                    | 12 : 5        | Schottland                      | Lansdowne Road, Dublin Schiedsrichter: John Hughes (England) |
| 23. Februar 1935 | Versuche: Bailey Lawlor O’Connor Ridgeway | (3:5) Bericht | Versuche: Shaw Erhöhungen: Fyfe | Lansdowne Road, Dublin Schiedsrichter: John Hughes (England) |

| 9. März 1935 | Irland                                      | 9 : 3         | Wales              | Ravenhill Stadium, Belfast Zuschauer: 35.000 Schiedsrichter: Malcolm Allan (Schottland) |
| 9. März 1935 | Versuche: Doyle Straftritte: Bailey Siggins | (6:0) Bericht | Straftritte: James | Ravenhill Stadium, Belfast Zuschauer: 35.000 Schiedsrichter: Malcolm Allan (Schottland) |

| 16. März 1935 | Schottland                                 | 10 : 7         | England                            | Murrayfield Stadium, Edinburgh Schiedsrichter: Rupert Jeffares jr. (Irland) |
| 16. März 1935 | Versuche: Fyfe Lambie Erhöhungen: Fyfe (2) | (10:4) Bericht | Versuche: Booth Dropgoals: Cranmer | Murrayfield Stadium, Edinburgh Schiedsrichter: Rupert Jeffares jr. (Irland) |